# Zheng Qinwen
Zheng Qinwen (xinès: 郑钦文)  (Shiyan, 8 d'octubre de 2002) és una tenista professional xinesa resident a Andorra, considerada l'esportista amb un sou més alt del món segons Forbes. Va guanyar la medalla d'or en individual femenina als Jocs Olímpics de París de 2024, convertint-se en la primera jugadora de tenis asiàtica, masculina o femenina, en guanyar un or olímpic en individual. En el seu camí cap a la medalla, va derrotar a les millors jugadores, inclosa la número 1 del món, Iga Swiatek. L'11 de novembre de 2024 va assolir el 5è rànquing de la WTA, el més alt de la seva carrera, esdevenint la segona jugadora xinesa que assoleix el top 10 després de Li Na.
Zheng va guanyar el seu primer torneig WTA Tour el 2023 al Palermo Ladies Open derrotant a Jasmine Paolini, defensant amb èxit el títol l'any següent. El gener de 2025 havia guanyat quatre títols del WTA Tour, un títol WTA Challenger i vuit títols individuals de la ITF, i va ser nomenada la Nouvinguda de l'Any de la WTA 2022. Va disputar una gran final a l'Open d'Austràlia de 2024.

## Trajectòria

### 2021, debut al WTA
El gener de 2021, Zheng va guanyar el Tennis Future Hamburg, a Alemanya, derrotant a Linda Fruhvirtová a la final de l'esdeveniment, celebrat al lloc del Hamburger Tennis-Verband. El 20 de juny de 2021, va guanyar la final del Macha Lake Open a Staré Splavy derrotant a Aleksandra Krunić en dos sets. Zheng va fer el seu debut al WTA Tour al Palermo Ladies Open, on va derrotar Liudmila Samsonova a la primera ronda, abans de perdre el seu següent partit davant Jaqueline Cristian.

### 2022, final del WTA
Al Melbourne Summer Set 1, Zheng va assolir la seva primera semifinal de gira derrotant a Mai Hontama, l'antiga número 2 Vera Zvonareva i Ana Konjuh, respectivament. Va perdre el seu partit de semifinals davant la segona cap de sèrie Simona Halep, en sets seguits. Una setmana després del Melbourne Summer Set, Zheng es va classificar per al seu primer esdeveniment important, a l'Open d'Austràlia i va derrotar a Aliaksandra Sasnovich a la primera ronda. En el segon, va perdre davant la cinquena cap de sèrie, Maria Sakkari.
A l'Open de França, Zheng va derrotar a Maryna Zanevska en el seu debut. A continuació, va vèncer l'antiga campiona de l'Open de França i 19a cap de sèrie, Simona Halep, la seva primera victòria entre els 20 millors, per passar a la tercera ronda d'un major per primera vegada en la seva carrera. Va passar a la quarta ronda després de la retirada d'Alizé Cornet. El 30 de maig de 2022, va perdre contra Iga Świątek, número 1 del món, a la quarta ronda, per les rampes mestruals. Zheng va estar satisfeta d'haver pogut jugar contra la número u del món. Com a resultat, es va traslladar a un nou màxim de la seva carrera, el número 54, el 6 de juny de 2022, i va arribar al top 50, al número 46 del món, una setmana després quan va guanyar el seu primer títol WTA 125 a l'Open Internacional de València derrota al seu compatriota Wang Xiyu.
Zheng va debutar a Wimbledon i va derrotar a Sloane Stephens a la primera ronda. Va guanyar el seu partit de segona ronda contra Greet Minnen, abans de caure davant l'eventual campiona, Elena Rybakina, a la tercera ronda. A l'agost, Zheng va derrotar a Rebecca Marino, la cinquena cap de sèrie Ons Jabeur per retirada a la segona ronda per a la seva primera victòria entre els 10 primers, i va derrotar a Bianca Andreescu a la tercera ronda de l'Open de Canadà, assolint els primers quarts de final de la WTA 1000 de la seva carrera, perdent davant la 14a cap de sèrie Karolína Plíšková. A l'Open dels Estats Units, Zheng va derrotar a Jeļena Ostapenko, setzena cap de sèrie, a la primera ronda i Anastasia Potapova a la segona ronda. Va ser derrotada a la tercera ronda per Jule Niemeier.

### 2023, dos títols

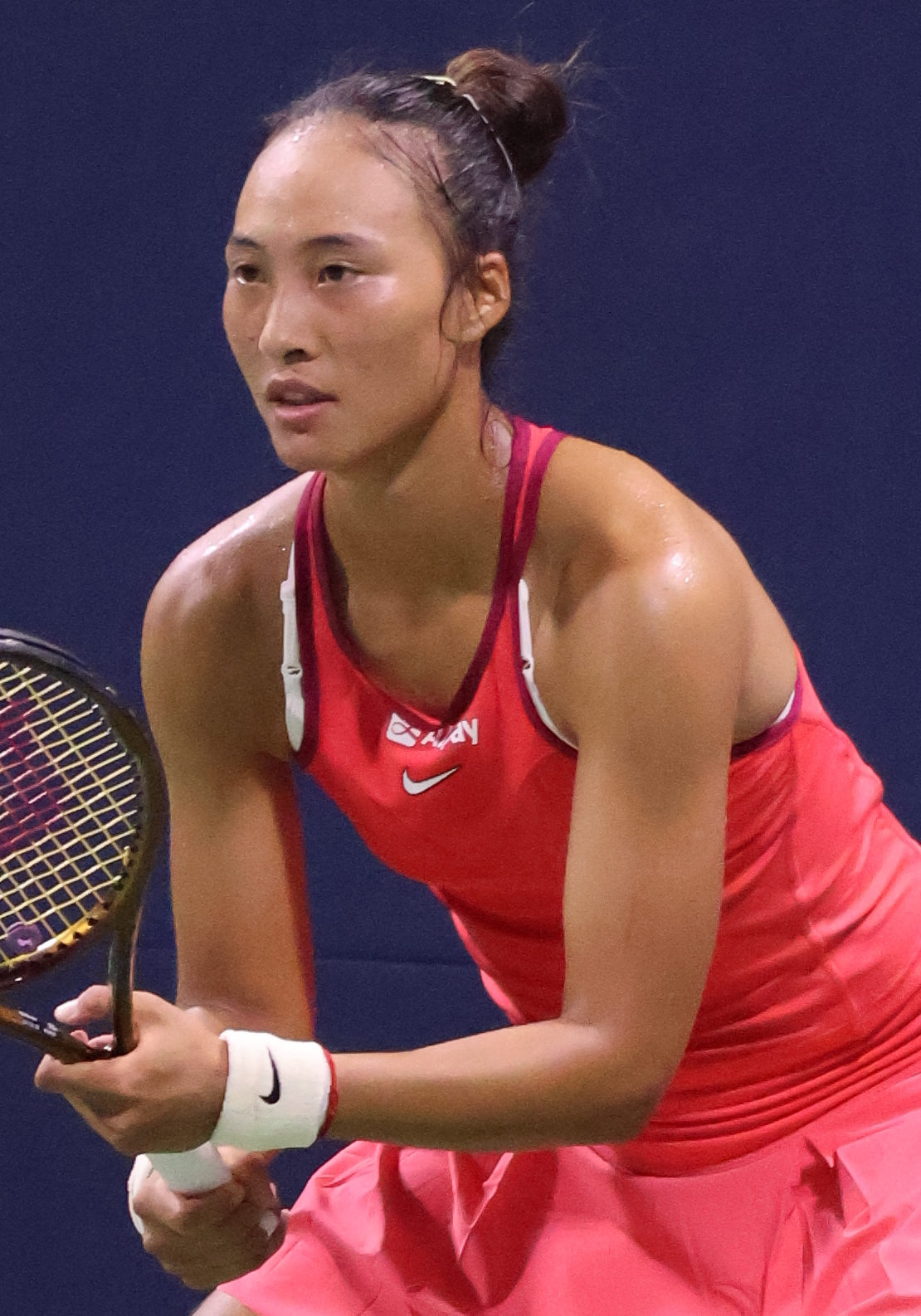
Zheng va arribar als seus primers quarts de final de Grand Slam a l'Open dels Estats Units del 2023.

Zheng va començar la temporada amb una victòria sobre l'antiga número 2 del món, Anett Kontaveit, a la primera ronda de l'Adelaide International, salvant punts de partit en el tercer set per triomfar en un desempat final del set. Va perdre contra Victoria Azarenka a la segona ronda. En el seu debut a l'Open d'Itàlia, va derrotar a Alizé Cornet, Anna Bondár, i Wang Xiyu per arribar als quarts de final on va perdre davant l'onzena cap de sèrie Veronika Kudermetova. Com a resultat, va assolir el número dinou del rànquing de la WTA, convertint-se en la cinquena jugadora xinesa a entrar entre les 20 primeres A l'Open de França, com a número 19, va vèncer a Tamara Zidanšek a la primera ronda. abans de perdre contra Yulia Putintseva a la segona. Després de l'Open de França, Zheng es va desvincular de Pere Riba i va començar a treballar amb l'entrenador de Naomi Osaka, Wim Fissette.
La temporada de gespa va donar resultats decebedors, ja que va perdre els tres partits individuals que va jugar. A Palerm, com a segona cap de sèrie, va doblegar Sara Errani, després va vèncer a Diane Parry, Emma Navarro i Mayar Sherif per arribar a la seva segona final en la qual va vèncer a Jasmine Paolini per guanyar el seu primer títol del WTA Tour.
Com a cap de sèrie número 23, Zheng va derrotar a Nadia Podoroska i Kaia Kanepi per arribar a la tercera ronda de l'Open dels Estats Units, on va vèncer a Lucia Bronzetti en tres sets. Va derrotar al cinquè cap de sèrie Ons Jabeur per avançar als seus primers quarts de final major, perdent davant la número 2 del món i finalista final, Aryna Sabalenka. Fissette va deixar Zheng després de l'Open dels Estats Units per unir-se a Osaka, que tenia previst tornar a la gira després de donar a llum. Zheng va guanyar l'or en individuals als Jocs Asiàtics el setembre de 2023.
Va aconseguir el segon títol de la seva carrera a casa seva al WTA 500 Zhengzhou Open derrotant a Barbora Krejčíková a la final. Al Trofeu Elite, va derrotar a la seva compatriota Zhu Lin a les semifinals, abans de perdre la final davant Beatriz Haddad Maia. Al final de la temporada, Zheng va ser nomenada jugadora que més s'ha superat per la WTA. Afinals del 2023 va tornar a contractar Pere Riba.

### 2024, campiona olímpica

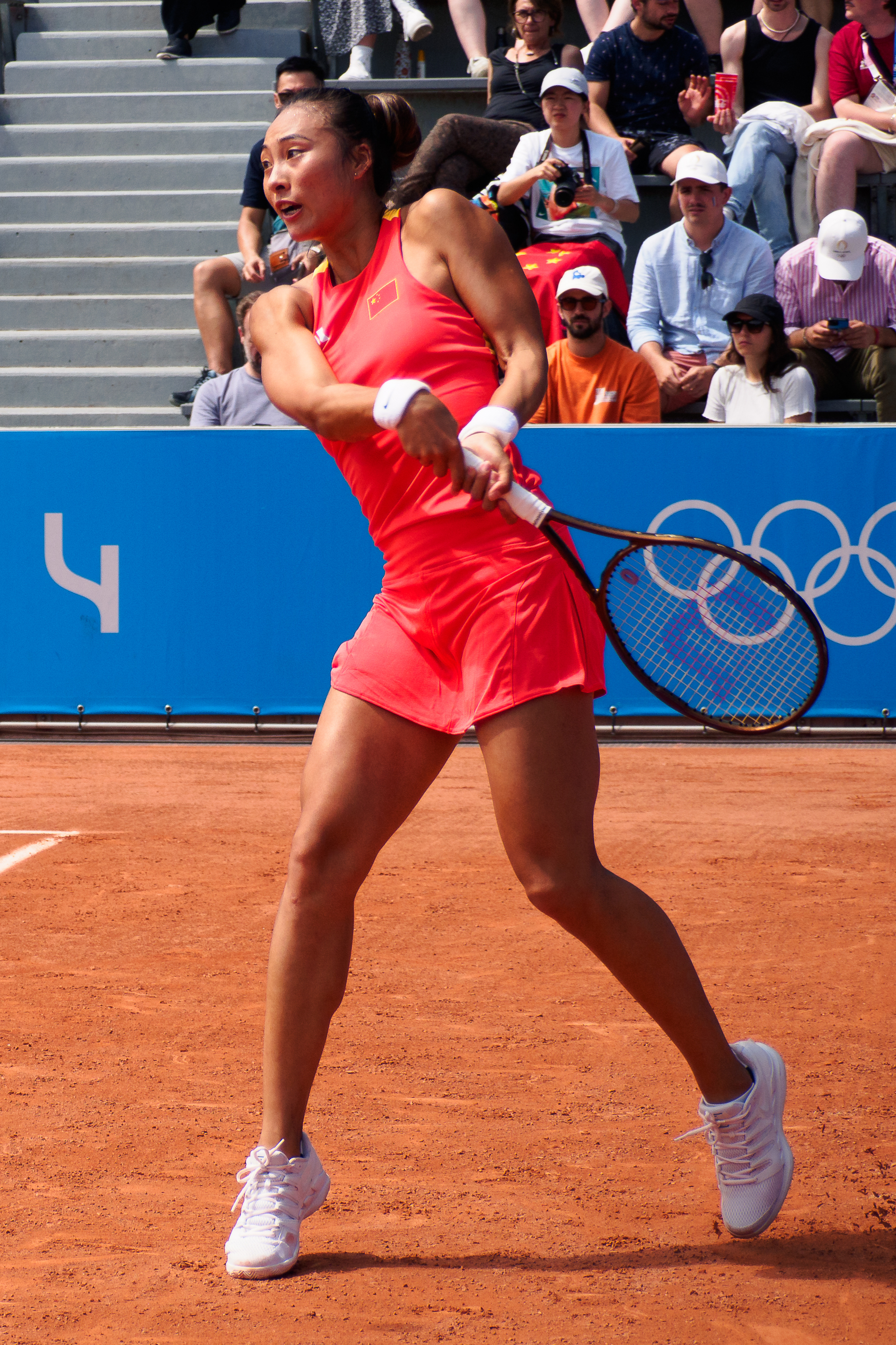
Als Jocs Olímpics d'estiu de 2024, Zheng va guanyar la medalla d'or en individual femení.

Zheng va debutar a la United Cup com a jugadora número 1 de la Xina, formant part del debut de l'equip al torneig, i va registrar la seva primera victòria per aconseguir l'empat amb Txèquia. L'equip de la Xina es va classificar per als quarts de final. A l'Open d' Austràlia de 2024, Zheng va arribar a la seva primera final important derrotant a Ashlyn Krueger, Katie Boulter, la seva compatriota Wang Yafan, i Océane Dodin de camí als quarts de final. En els vuitens de final, va derrotar a Anna Kalinskaya abans de vèncer a la classificada Dayana Yastremska a les semifinals. Va perdre la final davant la segona cap de sèrie, Aryna Sabalenka. Com a resultat, va arribar al top 10 del rànquing d'individuals, la segona jugadora xinesa a fer-ho després de Li Na.
Zheng va defensar el seu títol al Palermo Ladies Open al juliol, derrotant la segona cap de sèrie Karolína Muchová en tres sets a la final, havent registrat victòries sobre Sara Errani, Petra Martić, la setena cap de sèrie Jaqueline Cristian i la quarta llavor Diane Parry en rondes anteriors, tot sense perdre cap set.
Als Jocs Olímpics de París, Zheng va derrotar Sara Errani, Arantxa Rus, Emma Navarro, Angelique Kerber i la cap de sèrie Iga Świątek avançant vers el partit per fer´se amb la medalla d'or. Zheng va derrotar a la croata Donna Vekić a la final per guanyar la medalla d'or en individual femení, convertint-se en la primera jugadora asiàtica a guanyar l'or olímpic en una prova individual. Aquest també va ser el segon or olímpic de la Xina en tenis, i el primer des del dobles femení el 2004.
A l'octubre, les victòries sobre Kamilla Rakhimova, Nadia Podoroska, Amanda Anisimova i la 17a cap de sèrie Mirra Andreeva van veure a Zheng arribar a les semifinals a l'Open de Xina on va perdre davant Karolina Muchová. La setmana següent, va quedar subcampiona a l'Open de Wuhan, perdent davant la cap de sèrie Aryna Sabalenka en tres sets a la final, després de les victòries contra Jaqueline Cristian, Leylah Fernandez, tercera cap de sèrie Jasmine Paolini 8] i Wang Xinyu. Entrant com a cap de sèrie, Zheng va derrotar a Moyuka Uchijima,  la vuitena cap de sèrie Leylah Fernandez i la sisena cap de sèrie Diana Shnaider per arribar a la final al Pan Pacific Open, on va vèncer a Sofia Kenin per reclamar el seu tercer títol de l'any i aconseguir un lloc a la final de la WTA primera vegada en la seva carrera.
A les finals de la WTA a Riad, Aràbia Saudita, Zheng va perdre el seu primer partit de grup contra Aryna Sabalenka però després va derrotar a Elena Rybakina i Jasmine Paolini per arribar a les semifinals on va vèncer a Barbora Krejčíková. Va perdre la final davant Coco Gauff en un partit que va desempatar en el tercer set. Malgrat la derrota, Zheng va assolir el número 1 del rànquing del món després del torneig.

## Vida personal
Zheng va néixer a Shiyan, Hubei. Fins als tres anys, va viure a la casa de la seva àvia materna a Chengdu, Sichuan, on havia nascut la seva mare. Zheng va començar a jugar a tenis a set anys. Dos mesos més tard, Zheng, de vuit anys, va deixar la seva família a Shiyan per entrenar a Wuhan. Uns tres anys més tard, es va traslladar a Pequín per entrenar amb Carlos Rodríguez, l'antic entrenador de l'ídol de Zheng Li Na, i després es va traslladar a Barcelona (Espanya) amb la seva mare el 2019. Va començar a treballar amb l'entrenador Pere Riba l'any 2021.
Per a Zheng la tennista Li Na, l'única jugadora xinesa que ha guanyat un títol important en individuals, és la seva font d'inspiració. El 2024, Zheng va dir: "La segueixo des que era petita, així que estic intentant seguir els seus passos. Em va inspirar molt quan era petita". Zheng també ha atribuït el suport i l'orientació dels seus pares al seu èxit.
Després de guanyar la medalla d'or als Jocs Olímpics d'estiu de 2024, Zheng va dir que sempre havia volgut "convertir-se en una de les asiàtiques que puguin inspirar els nens petits i fer-los estimar més el tenis". També va dir que admirava Liu Xiang, un corredor xinès, la victòria del qual en els 110 metres tanques als Jocs Olímpics d'estiu de 2004 va ser el primer or de la Xina en qualsevol prova d'atletisme masculí. En una entrevista del 2024 a Sky Sports, Zheng va dir que les seves aficions inclouen caminar amb la seva família, llegir i cantar. També li agraden les muntanyes russes i és fan del grup de K-pop Blackpink.